# Wir sagen Nein zu Erdoğan
„Wir sagen Nein zu Erdoğan“ war eine Demonstration am 21. Mai 2014 in Köln, auf der über 30.000 Teilnehmer gegen den türkischen Regierungschef Recep Tayyip Erdoğan demonstrierten. Die alevitische Gemeinde Deutschlands hatte anlässlich von Erdoğans Deutschlandbesuch zu den Protesten aufgerufen und sprach von mehr als 65.000 Teilnehmern.

## Forderungen
Die Demonstranten erklärten sich überwiegend mit den Protesten auf dem Taksim-Platz 2013 gegen die islamisch-konservative Regierung solidarisch und trugen T-Shirts mit der Aufschrift „Überall Taksim – überall Widerstand“. Auch das Grubenunglück von Soma war Gegenstand der Kritik, Demonstranten trugen gelbe Sicherheitshelme mit dem Aufdruck „Soma“.

## Anmeldung und Route
Organisator der Demonstration war die Alevitische Gemeinde Deutschland. Kurdische Organisationen unterstützten den Aufruf.
Treffpunkt für die Demonstration war ab 13 Uhr der Kölner Ebertplatz. Von dort bewegte sich die Demonstration über die Ringe bis zum Rudolfplatz und weiter nach Westen über die Aachener Straße auf eine Wiese am Aachener Weiher (bis zur Vogelsanger Straße), wo die Abschlusskundgebung stattfand. Ursprünglich sollte der Protestzug vom Ebertplatz über die Komödienstraße zum Kölner Dom ziehen, die Polizei gab angesichts der erwarteten Teilnehmerzahl eine andere Route vor.
Aus dem gesamten Bundesgebiet und auch aus dem Ausland reisten Demonstranten an.

## Reaktionen
Die türkische Regierung äußerte Unverständnis darüber, dass die Demonstration von den deutschen Behörden nicht verboten worden sei. Der türkische Außenminister Ahmet Davutoğlu sprach von „anormalen und illegalen Provokationen“, man erwarte von den deutschen Freunden, dass sie verhindert würden.
Der Kölner Oberbürgermeister Jürgen Roters (SPD) stellte sich auf die Seite der Demonstranten und bezeichnete seinerseits den Besuch des türkischen Ministerpräsidenten als „Provokation“. In Umfragen hielten 69 Prozent der Bundesbürger den Besuch für „unangemessen“.